# Borgen (forlag)
 For alternative betydninger, se Borgen. (Se også artikler, som begynder med Borgen)
Borgens Forlag er et dansk bogforlag tidligere beliggende i en villa i Valby og grundlagt i 1948 af Jarl Borgen.
Borgens Forlag har opkøbt forlagene Vindrose (1989), Hekla (1993), Sommer & Sørensen (1998) samt børne- og skolebogsforlaget Maaholms Forlag i 2002.
Borgens bogklub blev overtaget per 1. januar 2009 af Gyldendal - og per 1. september 2013 blev Borgens Forlag selv overtaget af Gyldendal.
Forlagsgruppen udgiver et bredt sortiment af bøger inden for dansk og udenlandsk skønlitteratur, kunst- og fagbøger, håndbøger, undervisningsbøger samt børne- og ungdomsbøger.